# 361e régiment d'infanterie (États-Unis)
Pour les articles homonymes, voir 361e régiment.
Le 361e régiment d'infanterie (en anglais : 361th Infantry Regiment) est un régiment de l'United States Army. Il est créé en 1917 et combat avec la 91e division d'infanterie pendant la Première et la Seconde Guerre mondiale.

## Historique

### Première Guerre mondiale

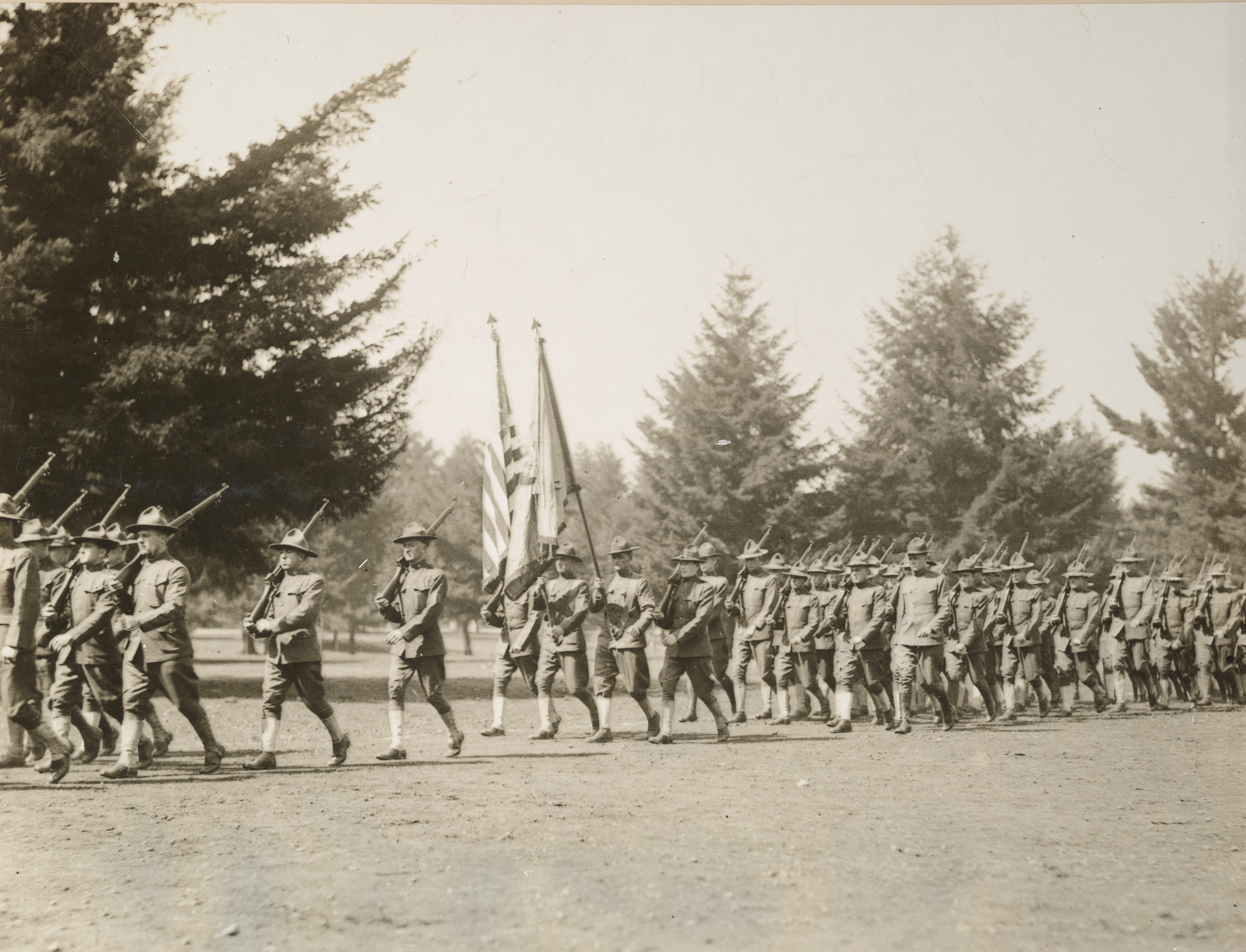
Le régiment à l'entraînement à Camp Lewis.

Le régiment est créé le 5 août 1917 et mis sur pied à partir du 4 septembre à Camp Lewis (État de Washington).

Débarqué au Havre le 20 juillet 1918, le régiment rejoint Chauffourt (Haute-Marne) en train et part à l'entraînement dans la zone de Montigny-le-Roi.

### Entre-deux-guerres
Le régiment revient en Amérique début avril 1919 et ses hommes sont démobilisés du 22 au 30 à Camp Lewis.
Le régiment est reconstitué le 5 novembre 1921 à Sacramento (Californie), comme régiment de réserve de la 91e division d'infanterie.

### Seconde Guerre mondiale

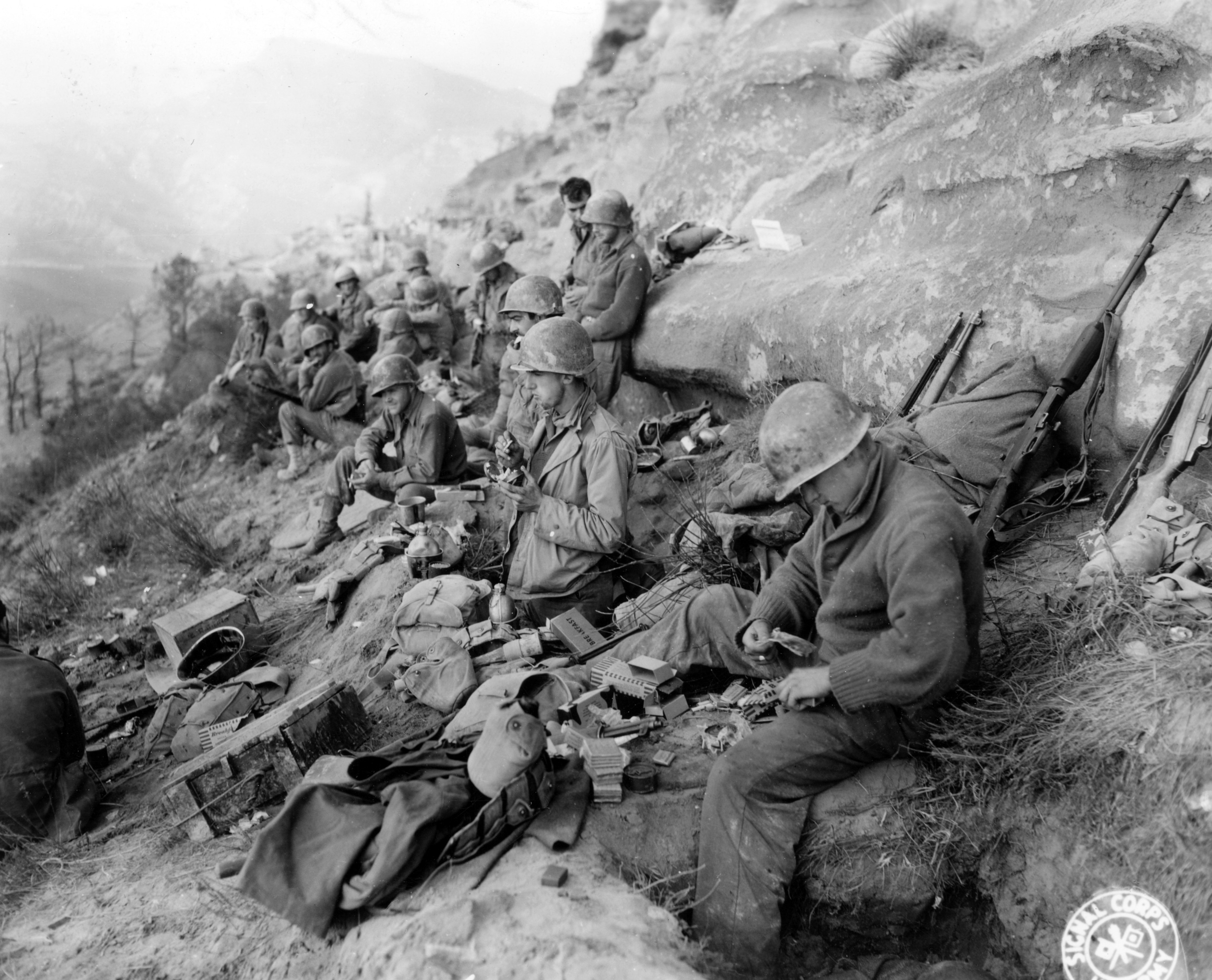
Soldat de la compagnie B du, près de Livergnano (hameau de Pianoro) le 14/10/1944.

### Depuis 1945
Depuis le 16 octobre 2021, le 361e régiment est l'unité parente des 1er, 2e, 3e et 4e bataillons de la 91e division de soutien à l'entraînement.

## Traditions
La devise du régiment est Ducit Amor Patriae, conduit par l'amour de la patrie. Son mot d'ordre est 361st Leads - Other Follow (le 361e mène, les autres suivent).
Il est surnommé Skookum (en) Regiment, un mot d'origine Chinook signifiant fort, puissant, monstrueux.